# كين أندرسون
كين أندرسون (بالإنجليزية: Ken Anderson)‏ (و. 1949 – م) هو لاعب كرة قدم أمريكية، ومدرب رياضي، وكاتب سيناريو، من الولايات المتحدة الأمريكية، ولد في باتافيا.

## التعليم
تعلم في كلية أوغستانا ‏.

## جوائز وترشيحات
حصل على جوائز منها:
- AP NFL Offensive Player of the Year [الإنجليزية]‏ (1981)
- جائزة رجل السنة لوالتر بايتون [الإنجليزية]‏ (1975).

ترشح لـ:
- جائزة رجل السنة لوالتر بايتون [الإنجليزية]‏ (1975).

## وصلات خارجية
- كين أندرسون على موقع مرجع كرة القدم المحترفة.كوم (الإنجليزية)
- كين أندرسون على موقع IMDb (الإنجليزية)
- كين أندرسون على موقع إن إن دي بي (الإنجليزية)